# Бастрига Іван Михайлович
Іван Михайлович Бастрига (нар. 27 грудня, (інші дані — 12 грудня,) 1937, с. Гусарка, Куйбишевський район, Запорізька область — пом. 18 вересня 2020, Запоріжжя, Україна) — український промисловець, металург.

## Біографія
1968 — закінчив Дніпропетровський металургійний інститут зі спеціальності «Інженер-металург».
З 1960 працював на Запорізькому алюмінієвому комбінаті (електрик, майстер, начальник цеху, начальник проектно-технічного відділу, головний інженер).
1988–2002 — голова правління, генеральний директор — президент ВАТ «Запорізький виробничий алюмінієвий комбінат».
1999–2004 — голова ради акціонерного банку «Муніципальний».
1994–2002 — депутат Запорізької обласної ради.
1994–1998 — президент Запорізького обласного союзу промисловців і підприємців «Потенціал».
З 1997 — президент Ради українських виробників і експортерів кольорових металів.
З 1999 — член Ради експортерів при Кабінеті Міністрів України.
2007–2008 — член Наглядової ради ВАТ «Запорізький виробничий алюмінієвий комбінат».
Був заступником голови Запорізького обласного відділення Партії регіонів, членом Політради.
З квітня 2002 по березень 2006 — народний депутат України 4-го скликання, обраний по виборчому округу № 80 (Запорізька область). У 2002 — член Комітету ВРУ з закордонних справ, у 2002–2006 — член Спеціальної контрольної комісії ВРУ з питань приватизації.
Березень 2006 — кандидат в народні депутати України від Блоку «Наша Україна», № 137 в списку. На час виборів: народний депутат України, член Партії промисловців і підприємців України.

## Нагороди, почесні звання
Нагороджений орденами Трудового Червоного Прапора (1974), «За заслуги» III ст. (1998) та II ст. (1999), медалями «За розвиток Запорізького краю» (2004; 2007) та орденом «За заслуги перед Запорізький краєм» I ступеня (2017).
Заслужений металург СРСР, заслужений металург України.